# Хёрман, Юдит
Юдит Хёрман (нем. Judith Hörmann; 20 апреля 1983, Карлсруэ) — немецкая гребчиха-байдарочница, выступала за сборную Германии во второй половине 2000-х годов. Трёхкратная чемпионка мира, дважды чемпионка Европы, победительница многих регат национального и международного значения.

## Биография
Юдит Хёрман родилась 20 апреля 1983 года в Карлсруэе. Активно заниматься греблей на байдарке начала с раннего детства, проходила подготовку в Потсдаме, состояла в потсдамском одноимённом каноэ-клубе KC Potsdam.
Первого серьёзного успеха на взрослом международном уровне добилась в 2005 году, когда попала в основной состав немецкой национальной сборной и побывала на чемпионате Европы в польской Познани, откуда привезла сразу три награды различного достоинства, в том числе две золотые награды, выигранные в зачёте четырёхместных байдарок на дистанциях 200 и 500 метров (на дистанции 1000 метров вынуждена была довольствоваться серебряной наградой). Кроме того, в этом сезоне выступила на чемпионате мира в хорватском Загребе, где тоже три раза поднималась на пьедестал почёта: в четвёрках одержала победу на двухстах и пятистах метрах, тогда как на тысяче получила бронзу.
В 2006 году Хёрман добавила в послужной список три серебряные награды, полученные на европейском первенстве в чешском Рачице в километровой гонке двоек, а также в двухсотметровой и полукилометровой гонках четвёрок. Позже на мировом первенстве в венгерском Сегеде удостоилась серебра в заездах четырёхместных байдарок на дистанциях 200 и 500 метров.
Последний раз показала сколько-нибудь значимые результаты на международной арене в сезоне 2007 года, когда в четвёрках на тысяче метрах выиграла серебряную медаль на чемпионате Европы в испанской Понтеведре, а затем на домашнем чемпионате мира в Дуйсбурге на километре стала лучшей в двойках и взяла бронзу в четвёрках. Вскоре по окончании этих соревнований приняла решение завершить карьеру профессиональной спортсменки, уступив место в сборной молодым немецким гребчихам.